# Rejtélyes vírusok nyomában
A Rejtélyes vírusok nyomában egy 2004 és 2005 között bemutatott amerikai orvosi témájú televíziós játékfilmsorozat, amit az NBC csatorna kezdett el sugározni 2004. szeptember 1-jén. Húsz egyórás részt ment le, mielőtt 2005-ben törölték. A USA Network 2005. január 6-án ismét leadta, úgynevezett "új célú" sugárzásként; ugyanakkor ez semmiben sem különbözött az eredeti adástól. A magas felbontású újrafutás a Universal HD csatornán látható. Magyarországon a TV2 vetíti 2006. augusztus 23-ától. 
A sorozat a Nemzeti Egészségügyi Szervezetek (National Institutes of Health; NIH) orvosi szakértőiből álló elit csoportnak az eseteit követi nyomon, amint, a való élettől eltérően, súlyos lakossági egészségügyi problémák ügyében nyomoznak, úgymint komoly járványok hirtelen kitörése. 
Az orvosi nyomozási feladatokért a Járványügyi Ellenőrző és Megelőző Központ (Centers for Disease Control and Prevention, CDC) és a helyi egészségügyi állomások felelősek, míg a NIH alapvetően járványkutatási és -elméleti szervezet. A valós világ ezen tényeinek figyelmen kívül hagyása vélekedések szerint közrejátszott a sorozat bukásában, noha rengeteg sorozat mutat hasonló eltérést alapkoncepciójában. A törlés fő tényezője azonban a konkurencia volt a Doktor House személyében, amit azonos műsorsávban, péntek este tíz órakor vetített a Fox csatorna. A két sorozat alapvetése hasonló, ám a Hugh Laurie főszereplésével futó széria jobban lekötötte a közönséget, többek között a személyiségfejlődés révén.
A sorozat abban a televíziós univerzumban létezik, mint a Harmadik műszak, illetve ebből következően a Vészhelyzet. Egy speciális kétrészes crossover adás volt látható 2005. február 18-án, megalapozandó a tévéuniverzum-kapcsolatot a Harmadik műszak és a Rejtélyes vírusok nyomában csapatainak együttműködésével.

## Szereplők
| Szerep             | Színész            | Magyar hang   |
| ------------------ | ------------------ | ------------- |
| Dr. Stephen Connor | Neal McDonough     | Kőszegi Ákos  |
| Dr. Natalie Durant | Kelli Williams     | Pikali Gerda  |
| Dr. Miles McCabe   | Christopher Gorham | Széles Tamás  |
| Eva Rossi          | Anna Belknap       | Agócs Judit   |
| Frank Powell       | Troy Winbush       | Sótonyi Gábor |

| Ki ő?                                                                              |
| ---------------------------------------------------------------------------------- |
| Connor: A csapat vezetője, akit orvosi karrierje elválasztott családjától          |
| Durant: A patológia és az epidemiológia szakértője; sokszor megkérdőjelezi Connort |
| McCabe: A legújabb és legifjabb tag; gyakran próbálja bizonyítani rátermettségét   |
| Rossi: A csapat sajtóreferense, aki nem egyszer előzi meg a tömegpánikot           |
| Powell: Magas képzettségű orvosi nyomozó, régebbről barátok Connorral              |

## Epizódok
| #   | Epizód eredeti címe     | Eredeti bemutató     | Epizód magyar címe    | Magyarországi bemutató |
| --- | ----------------------- | -------------------- | --------------------- | ---------------------- |
| 1.  | You're Not Alone        | 2004. szeptember 9.  | Nem vagy egyedül      | 2006. augusztus 23.    |
| 2.  | In Bloom                | 2004. szeptember 10. | Virágzásban           | 2006. augusztus 27.    |
| 3.  | Coming Home             | 2004. szeptember 17. | Hazatérés             | 2006. szeptember 3.    |
| 4.  | Escape                  | 2004. szeptember 24. | Szökés                | 2006. szeptember 10.   |
| 5.  | Progeny                 | 2004. október 1.     | Utódok                | 2006. szeptember 17.   |
| 6.  | Team                    | 2004. október 15.    | A csapat              | 2006. szeptember 24.   |
| 7.  | Alienation              | 2004. október 29.    | Elidegenedés          | 2006. október 1.       |
| 8.  | Mutation                | 2004. november 5.    | Mutáció               | 2006. október 8.       |
| 9.  | Little Girl             | 2004. november 12.   | A kislány             | 2006. október 15.      |
| 10. | Price of Pleasure       | 2004. november 19.   | A gyönyör ára         | 2006. október 22.      |
| 11. | The Unclean             | 2004. december 3.    | Tisztátalan           | 2006. október 29.      |
| 12. | Spiked                  | 2005. január 7.      | Monument-öböl         | 2006. november 5.      |
| 13. | Tribe                   | 2005. január 14.     | A végtelen ég állama  | 2006. november 12.     |
| 14. | Ice Station             | 2005. január 28.     | Jégbe fagyva          | 2006. november 19.     |
| 15. | Mousetrap               | 2005. február 4.     | Egérfogó              | 2006. november 26.     |
| 16. | Survivor                | 2005. február 11.    | A túlélő              | 2006. december 3.      |
| 17. | Half Life               | 2005. február 18.    | Harmadik műszak       | 2006. december 10.     |
| 18. | Black Book              | 2005. február 25.    | A fekete könyv        | 2006. december 17.     |
| 19. | Mission La Roca: Part 1 | 2005. március 18.    | La Rocca küldetés 2/1 | 2007. január 7.        |
| 20. | Mission La Roca: Part 2 | 2005. március 25.    | La Rocca küldetés 2/2 | 2007. január 14.       |

## Külső hivatkozások
- Rejtélyes vírusok nyomában a PORT.hu-n (magyarul)
- Rejtélyes vírusok nyomában az Internet Movie Database-ben (angolul)
- Rejtélyes vírusok nyomában a Rotten Tomatoeson (angolul)
- Rejtélyes vírusok nyomában a Box Office Mojón (angolul)